# 沉默的艦隊
《沉默的艦隊》是日本漫畫家川口開治的日本漫畫作品。在1988年至1996年間發表於讲谈社的《週刊Morning》。並且在1990年獲得該出版社的漫画獎。於1996年改編為OVA動画。故事情節在戰爭部分以潛艦海戰為主，而在劇情部分則是涵蓋了大量的核子武器戰略、國際關係政治等相關議題。
2023年改編成真人版電影，由大澤隆夫主演。

## 劇情簡介
日本基於《和平憲法》與《非核三原則》，不允許日本開發與擁有核子動力與核子武器。但美日兩國鑒於亞洲情勢有所變化，由日本全額出資，日美合作秘密打造了核子潛艦海蝙蝠號。為符合「非核三原則」，該艦名義上隸屬於美國第七艦隊，但艦上官兵都是日本人；艦長由前日本柴電潛艇「山波號」艦長海江田四郎擔任。但得到這艘先進潛艦的海江田其實有著一個需要倚靠海蝙蝠來達到的目的，他厭惡當今世界上大國囤積核子武器對峙來防止戰爭的荒謬現象，以及大國挾持其強大的政治力與軍事力，壓迫小國的生存空間；因此他將海蝙蝠號改名為「大和號」，並同時宣告全世界，「大和號」是由76名潛艦官兵所組成的獨立戰鬥國家。該國的主要宗旨，提供無核武國家「核屏障」服務。
戰役於「大和號」首航時拉開序幕，海江田艦長首先於日本東南方外海發動叛變，隨後又在摩鹿加外海、沖繩外海、東京灣等海域迎戰美、蘇艦隊，並重創殲滅了蘇聯和美國的太平洋艦隊。大和號接受日本政府補給與檢修後，從東京灣逃脫，往北極海航行，美蘇兩國為避免大和號與兩國布署在北極海的核子彈道飛彈潛艇發生交戰，恐引發美蘇雙方因猜忌，發射潛艇中的核子彈道飛彈，爆發核子大戰，史無前例的達成協議暫時將雙方布署在北極海的核彈道潛艦全數撤退，並由美國派遣當時最先進的海狼級潛艦獵殺「大和號」。不過「大和號」依然技高一籌，順利的挺進紐約外海。在擊敗美國大西洋艦隊後，「大和號」與印度、蘇聯、中國、法國、與英國的核潛艦一起抵達紐約的聯合國大廈。
故事的最後，海江田艦長與美國貝奈特總統於聯合國大廈會面並發表新的宣言；但海江田艦長卻在演說後慘遭暗殺，最後以植物人的型態沉睡於醫院中，而整個「大和號」事件後，世界開啟了全新的一頁。

## 反响
1990年5月29日，衆議院内閣委員会委员山口那津男詢問時任防卫厅长官的石川要三“您读过这套漫画吗？”
軍事評論家岡部伊作（岡部いさく）指出了漫畫中的一些錯誤，例如自卫隊队员並無配發M16步槍、潜水艇不可能仰角90度上升，更不可能飞在空中等過於誇張的動作。

## 登場人物

### 故事核心角色
- 海江田 四郎

原是日本柴電潛艦山波號艦長，軍階二等海佐(中校)，山波號沉沒後被追封海将補(少將)。他的父親海江田嚴是海上自衛隊的名將。
他的個性小心謹慎，操艦技術優秀，因而被選上成為海蝙蝠號的艦長，但在首航當天叛變，並自行宣布將海蝙蝠號改名並自稱為獨立國家「大和」，提出創造世界規模的超國家軍隊的震撼主張，但其實他與大和號全艦官兵的行動有著更遠大的目標。
最後成功的抵達紐約，但在出席聯合國大會發表演說後遭到暗殺，急救後雖存活，卻腦死永遠失去意識。
- 深町 洋

日本柴電潛艇立波號艦長，軍階二等海佐(中校)，與海江田在海上自衛隊並稱最有才華的潛艦艦長。
個性大膽但略顯莽撞（也因為這一點而無法被選為海蝙蝠號的艦長），與海江田是防衛大學同期的同學，是最了解海江田的人。
因為較為衝動，常會有出乎長官意料之外的舉動，但通常都能圓滿達成任務，在本次事件中相當活躍，是日本政府最為仰賴的自衛隊軍官。
- 竹上 登志雄

日本首相，原先只被黨內視為是個軟弱平庸的過渡首相，但在大和號事件發生後，展現出政治家的堅持與理想，毅然決然解散國會並脫黨參選總理，以示其在大和號事件所主張的日本國策的決心。
主張將日本自衛隊與大和號交給聯合國指揮，也支持大和號的理念；大選結束沒多久大和號抵達紐約，竹上首相也前往美國繼續和國際社會斡旋。
- 尼可拉斯·J·貝奈特

美利堅合眾國總統，在大和號事件的處理上堅守美國的完美正義原則，具有崇高政治理想的領袖，在最後成為海江田實行終極目標的關鍵角色。

### 日本政界相關人士
- 海原 涉

日本官房長官，條理清晰、口若懸河。
在大和號事件上一開始便主張日本應該展現強硬的立場，認為這是日本獨立自主的好時機，是竹上總理最看重的幕僚之一。
在整個故事當中與天津在國際外交談判中相當活躍，竹上重組政府後改任外務大臣。
- 天津 航一郎

日本外務次長，為外務省真正的政策推手，與海原力挺竹上總理堅持與大和號結盟的立場。
為了大和號一事在聯合國、歐洲等地四處奔走，為表達日本的立場不遺餘力，對於日本與國際交涉扮演重要角色。
- 浜本 啟介

日本運輸大臣，在大和號進東京灣時，被竹上總理指派為親善大使，登上大和號為日本與大和號締結盟約做交涉。
原本登艦另有目的是要確認大和號是否真的有核武，但沒有收穫。
大和號離開日本時替海江田傳達了重要訊息給竹上首相，立場傾向支持大和號。
- 倉池 榮

日本大藏次長。在大瀧前往英國與萊斯保險商談大和號保險議題時，經過竹上總理的默許，跟隨大瀧前往，目的是提供大瀧日本財政方面的協助，也為日本財務能力背書與把關。
- 海渡 一郎

日本民自黨總幹事，典型的親美保守派。
在與大和號結盟的立場上與竹上總理決裂，在竹上脫黨後領導民自黨競選，得到了與竹上的新民自黨相同的最高得票，但在總理投票中落敗。
- 河之內 英樹

日本在野黨社民黨的副書記長，在竹上解散國會後整合在野政黨組成革新聯合投入競選，主張世界社會主義。大選後雖然沒有成為最大黨，但社民黨的席次在總理選舉發揮了關鍵的影響力。
- 大瀧 淳

原為日本民自黨大派閥鏡水會的幹事長，在竹上解散國會後領導鏡水會脫黨競選。
主張永久放棄軍備，之後更提出大和號保險的前衛構想，是個充滿行動力的理想派政治家，在大和號事件上立場與竹上總理領導的新民自黨較為接近。
大選後加入竹上的內閣，並擔任新民自黨的黨總幹事。
- 清水 信介

民自黨與鏡水會的大老，稱大瀧淳是個「想法很特別的傢伙」，對大瀧的所作所為大體上算是相當有信心。
- 海原 大悟

日本前防衛廳長官，擁有莫大的資金和人脈，人稱「地下總理」；大和號脫逃時計畫要讓自衛隊收編大和號但沒有成功。
他是海原涉的父親，原本視海原涉是他手中的玩物，但想不到海原涉早已能獨當一面並反抗他，最後只能悻然引退。
- 影山 誠治

故事一開始的日本外務大臣，前期常與竹上首相一同出席各種外交場合，在故事的對話中可得知天津是他提拔的。
國會改選後，外務大臣一職改由海原涉擔任。
- 永江

公民會總書記，原本屬於革新聯合，但大選後公民會被海渡領導的民自黨以銀彈攻勢收買，導致革新聯合裂解。

### 大和號（海蝙蝠號）官兵
- 山中 榮治

大和號的副艦長，軍階三等海佐(少校)，深得海江田的信賴。
時常單獨和海江田討論大和號的作戰模式以及海江田的理想。
海江田也相當肯定山中的控艦技術。
- 內海

大和號航海長，軍階三等海佐(少校)。
- 溝口 拓男

大和號的聲納長，對自己的聽力很有自信，在海上自衛隊時與立波號聲納長南波有著競爭關係。
在海江田遭暗殺後被副艦長山中指派上岸探視海江田，其在隔離病房外一句「我聽到了 艦長的心跳聲」引起世界市民的共鳴。

### 日本海上自衛隊官兵
- 速水 健次

立波號的副艦長，軍階三等海佐(少校)。與暴躁衝動的深町艦長相比，是個相對冷靜理性的角色。
在深町被指派為聯合國大使登上大和號時，與深町一同登艦。似乎頗為欣賞海江田與大和號的行動。
- 渡瀨 吾郎

立波號航海長，軍階三等海佐(少校)。
身形肥胖，對於追捕或支援大和號的任務都比較沒有信心。
大和號抵達紐約後，和深町一同前往紐約。
- 南波 榮一

立波號的聲納長。
在山波號遭壓潰沉沒的消息傳開後，由於深町對此事件感到疑點重重，指派南波調查，並發掘出山波號沉沒的真相。
- 沼田 德治

日本海上自衛隊一等海佐(上校)，第二護衛艦隊司令。
率領第二護衛艦隊前往沖繩外海支援大和號，與美蘇艦隊對峙，作戰期間恪守自衛隊防衛至上的原則，執行了日本政府的「正當防衛準則」指示，但也因此遭美軍艦隊擊沉了護衛艦鞍馬號，稍後在東京灣海戰為協助大和號而與美軍對峙。在海江田口中是海上自衛隊相當優秀沉穩的艦隊指揮官。
- 山岸 三郎

海上自衛隊第一護衛群艦隊司令，大和號進入東京灣後，改由第一護衛群為其護航。
- 田所 進

日本海上自衛隊潛水艦隊司令官，軍階海将補(少將)，自稱是快要退休的人所以上頭不讓他知道海蝙蝠的細節，故事初期經常以非公開的方式指示深町的行動。
- 赤垣 三郎

日本海上自衛隊幕僚長，軍階海將(上將)。

### 美國政界相關人士
- 哈洛·D·貝格

美國國務院首長，非裔美國人，是貝奈特總統最倚賴的智囊，跟隨貝奈特從政已久。
在大和號事件中為貝奈特提出很多實用的意見，但因為貝奈特有其堅持的原則，有些意見並不被採納。
大和號進入紐約外海後主張停火以避免更多的犧牲。他象徵的是白宮理性的一面。
- 傑克·透那

美國總統特別助理（後來一說是國務卿），事件初期代表美國總統與日方談判，在大和號事件上態度強硬。
為貝奈特總統的主要幕僚之一，經常為總統分析日本政情與社經狀況。
- 恆德利·多爾

美國參謀本部參謀長，為美國總統擬定作戰計畫的美軍最高參謀，也是「極光計畫」的總負責人。
常常表現出代表軍方的強硬立場，大和號進入紐約外海後主張攻擊，要持續以壓倒性的武力擊潰大和號。
- 安迪·李得

美國副總統，曾在會議上痛批貝奈特總統在大和號事件上處理不力；和總統以及總統幕僚的關係相當不融洽，另外由對話中可以得知他是個酒鬼。
他相信中央情報局超能力研究部門的調查，認為海江田是以救世主的型態到來。
- 理查·隆森堡

美國駐聯合國大使，在安理會上蠻橫指控日本和大和號早有密約。
- 安多里·基爾

紐約市長，和長淵艦長是舊識，立場以紐約市民的安全為第一要務。
在看到美國海軍持續以高風險的姿態打擊大和號時，逕自宣布紐約市歡迎大和號的前來。

### 美國三軍官兵
- 史泰格

美國海軍上將，美軍太平洋艦隊總司令，登場時總是帶著墨鏡。
- 大衛·萊恩

美國海軍上校，美國海軍駐海蝙蝠號觀察員，被反叛的海蝙蝠號官兵軟禁，後來遭到釋放，為貝奈特總統了解海江田的思想提供了意見。
- 理查·博斯

卡爾文森號航空母艦的艦長，美國海軍第七艦隊司令，其率領的第七艦隊首次攔截到叛逃後的海蝙蝠號，但被逃脫。
後來在大和號與日本結盟後在東京灣守候，欲截擊大和號，但仍被逃脫。
他被藍斯司令調侃為「緊張大師」。
- 亞倫·B·藍斯

美軍第三艦隊司令，海軍少將。
與蘇聯艦隊一起在沖繩外海攔截大和號，為了逼迫大和號露面，向稍晚趕往現場的海上自衛隊第二護衛艦隊開火，最後整支艦隊遭大和號擊敗，旗艦中途島號航空母艦被擊沉。
- 莫達克

洛杉磯級紐約號上校艦長，原本預計於海蝙蝠號試航時在北太平洋海盆與該艦接頭。
海蝙蝠號叛逃後紐約號於摩鹿加海峽外海與該艦交戰，遭海蝙蝠號以無彈頭魚雷擊毀螺旋槳失去戰力。
- 泰倫斯·B·卡伯

維拉海灣號上校艦長，是個謹慎且頗有謀略的指揮官。
指揮維拉海灣號、聖喬治岬號、艾麗湖號三艘新銳巡洋艦和大和號纏鬥了數回合，但最後仍不敵海江田。
- 約翰·亞歷山大·貝茲

美軍新銳攻擊型潛艦：海狼級核子動力潛艦亞歷山大號的艦長。
原本是委內瑞拉的孤兒，但後來被好心的美國貝茲參議員收養，成為一個海軍軍官，一心希望能支持其兄長諾曼更上層樓，以報答貝茲家族的恩情。
投入貝奈特策畫的北極海「極光作戰」與海江田率領的大和號在冰洋下激戰。
- 諾曼·金·貝茲

貝奈特總統在「極光作戰」所布署的第二艘海狼級潛艇國王號的艦長，沉著冷靜，對弟弟約翰的戰術相當信任。
兩人互相搭配讓大和號陷入苦戰，但最後誤判大和號的魚雷導致國王號被擊中，諾曼也因此犧牲。
諾曼原本計畫退伍後投入政壇，有意角逐下一屆美國總統；雖然不是親哥哥，但約翰對他非常尊敬。
- 亞歷克斯·P·長淵

甘迺迪號上校艦長，日裔美國人，一直在思考父親所說的武士道精神為何。
指揮戰機和直升機對大和號進行封鎖，是第二艦隊在哈德遜河最後一道防線。
- 包德溫

第二艦隊少將司令，對長淵相當信任，但在大和號與五國潛艦駛進哈得遜河後，比較傾向不要攻擊大和號。
- 凱利·J·納爾遜

林肯號上校艦長，脾氣暴躁、衝動且剛愎自用，絕對自信能在紐約外海擊沉大和號。但海江田見招拆招，加上第二艦隊自亂陣腳，不僅讓第二艦隊全數被標定「擊沉」，林肯號本身也嚴重受創。

### 聯合國、蘇聯、及其他國際政界核心人士
- 喬治·亞當斯

紐西蘭籍的聯合國秘書長，屬親日派，在大和號事件上對日本多所支持。實際上他對於世界的新局面也有自己的一套理想。
- 李克·尚柏克

美國籍聯合國副祕書長，不贊成亞當斯的大和號政策，但也堅守聯合國的超然立場拒絕將深町等人引渡給美國。
- 米海·馬連柯夫

推動蘇聯改革的蘇聯總統，在北極海戰略布署與七國首腦高峰會上都徹底了展現了蘇聯的意志，在世界未來局勢的主張頗為務實。
- 喬瑟夫·羅利

英國首相，支持萊斯保險提出的大和號保險主張，出席七國首腦高峰會，立場傾向以談判的方式解決問題。
- 皮艾·摩根

集武斷、尖酸刻薄、自大於一身的法國總統，出席七國首腦高峰會，時常對貝奈特領導的美國行動冷嘲熱諷。比起世界新局的參與，更傾向堅守法國自己本身的利益。
- 張有為

中國國家主席，出席七國首腦高峰會，發表意見時經常引用歷史典故。
- 魯道維奇·基辛格

西德總統，出席七國首腦高峰會。
- 伊凡·P·安托諾夫

蘇共總書記，海原涉無法從戈西柯夫大使得到蘇聯支持時直接聯絡他，但安托諾夫卻表示不願和美國交惡並不惜和日本斷交。
- 尤里·戈西柯夫

蘇聯駐日本大使，不支持日本對大和號的政策。傑克‧透那在和日本交涉前曾先給戈西柯夫拜過馬頭。
- 比克托·洛薩克

蘇聯國防部長，經常向馬連科夫總統提供軍事方面的意見。
- 亞利達

法國外交部長，海原和天津曾前往巴黎拜會他，要求法國身為核子國家在大和號事件上不應該置身事外，應該對日本要有積極的回應。

### 蘇聯及其他國家軍隊官兵
- 安德烈·羅卜柯夫

蘇聯海軍上校，蘇聯潛艦阿爾法級核潛艇紅蠍號的艦長，被視為是蘇聯海軍獵殺大和號的王牌。
在獵殺大和號行動中先剝奪兩艘美軍洛杉磯級潛艦的戰鬥能力，後來被大和號打敗，失去戰鬥能力而浮出水面。
- 米海爾·賽格維奇

蘇聯海軍上校政戰官，搭乘鰆魚級潛艦觀賞大和號與紅蠍號交戰；欲拉攏大和號向蘇聯投誠被海江田拒絕。
- 尤里·安德洛波夫

蘇聯太平洋艦隊少將司令，在沖繩外海首先對大和號和第二護衛群發難；不過大和號躲在明斯克號的軌跡裡使太平洋艦隊投鼠忌器，大和號則趁機殲滅了太平洋艦隊數艘戰艦。
- 克里斯·史特林格

英國暴風號上校艦長，也是五國潛艦中首先和海江田進行通話與為大和號掩護的艦長。
- 約翰·魯歐·梅比爾

深具自信的法國綠寶石號上校艦長，不同於另外四國的潛艦，一開始對大和號的行動採取觀望態度。

### 萊斯保險公司
- 朱利斯·羅頓

世界上最大的保險公司，英國的萊斯保險公司首席經理人。
與提出「大和號保險」的大瀧淳議員會面，原本向大瀧表示萊斯保險公司無法接受大和號的保險，但最後被大瀧說服而緊急召開委員會，最後成功通過大和號保險的提案。
他同時也是英國首相在大和號事件的談判成員之一。
- 古德菲·勞倫斯

萊斯保險委員會副會長，萊斯保險董事之一。
認為大和號的保險是保險業的里程碑，在羅頓提出的大和號保險提案中，全力支持羅頓，也說服了其他董事。
與羅頓一樣也是英國首相倚重的談判成員。
- 威廉·史考特

萊斯保險公司委員會會長，主持委員會的進行。

### 媒體及其他民間人物
- 包伯·W·麥可

電視台ACN的新聞記者，熱愛其新聞職業。
無視於任何危險，在大和號事件上相當活躍，為全世界觀眾帶來大和號最真實的報導。
- 賽席·B·迪米

美國有線電視新聞網之王：ACN的社長，對於大和號進入紐約期間搶得獨家一手新聞，力挺旗下記者包伯衝鋒陷陣，領導的ACN立場傾向海江田，為支持其理念將媒體的力量發揮到極致。 

- 室岡

日本HNK黨魁辯論節目的製作人、主持人。迪米號召全球媒體時也曾和他通過電話。
- 彼德葛倫

ACN的記者，錄音師，和包伯一同登上大和號。
- 艾德·麥亞

ACN的記者，攝影師，和包伯一同登上大和號。
- 艾爾·史都華

ACN的記者，照明師，和包伯一同登上大和號。
- 隆克朗凱

ACN的記者，混音師，和包伯一同登上大和號。
- 溫士頓·沙羅

英國BBC會長，對迪米的想法感到不以為然，受到媒體自清的影響沒有讓BBC加入情報網。
- 弗萊迪

BBC的新聞記者，和包伯一同與大瀧淳前往北極海拜會大和號。
- 傑夫·麥亞

US旅行公司的直升機駕駛員，負責載深町等人到紐約。
- 湯瑪斯·容格

超能力者，與李得副總統面談時表示海江田會是世界的救世主。

## 登場船艦
在本作品中絕大多數美國、蘇聯、及日本的水面艦均屬真實存在；大和號、立波號為虛構，美、蘇及五國潛艦型號為真實存在，艦名則為虛構。

### 大和號
「大和」號原名「海蝙蝠」號，美國與日本秘密建造的超級潛艦。由鈦合金打造艦體，裝備S8G型核子爐可輸出6萬匹馬力，由蒸氣汽渦輪單軸推進；最深可潛航至水下1000公尺，水中最高速度高達*40節，水下排水量9000噸；可搭載魚雷50發，8個標準魚雷發射管。在首航時，艦長海江田四郎領導全艦官兵脫離日本和美國掌控，宣告「海蝙蝠」號是由76名官兵所成立的獨立戰鬥國家「大和」。大和號一路從太平洋穿過北極海到大西洋，途中經歷多場戰鬥，最後終於與五國潛艦一起挺進紐約哈得遜河。
最後被飛彈擊沈。
- 40節為資料，極速實際上可達50節，在和紅蠍號對戰時，用速度撞毀了兩枚魚雷。

### 日本海上自衛隊
- 「立波」號

日本柴電潛艦，艦長為深町洋。奉命一路從追捕到掩護大和號，在摩鹿加海戰、沖繩海戰、東京灣海戰等關鍵時刻幫助大和號脫困。由於是柴電潛艦，續航力、潛深、速度都大受限制，水下作戰僅能仰賴電池供電約兩個小時；但噪音較小是其優點。在東京灣海戰時立波號力戰六艘美國海軍的洛杉磯級，使其中兩艘沉沒，兩艘失去戰力，並在最後掩護大和號離開東京灣。長時間的作戰導致立波號不僅耗盡所有魚雷，電池也完全沒電，只剩下上浮的能力。然而在立波號結束作戰上浮時卻遭到塔古特號的暗算，整艘潛艦被壓迫進南十字星號的沈船殘骸中動彈不得，艦身也嚴重受損。最後深町艦長要求榛名號以魚雷炸開南十字星號的船面，順著船體殘留內的空氣浮力讓立波號得以浮出水面。在艙內氧氣耗盡前立波號終於出現在水面上，艦上所有官士兵均獲救；在短暫的上浮後，立波號終因進水過多而沉沒。
- 「山波」號

海江田等人原本服役的潛艦，在故事一開始時與蘇聯潛艦擦撞導致壓潰，以製造全艦官兵陣亡的假象，讓全艦官兵得以秘密的接管海蝙蝠號。
- 「南十字星」號

日本秘密建造的移動船塢，以油輪的外表作掩護，實際上船底有一個長200公尺、寬50公尺的大型船塢。大和號和日本結盟後，在南十字星號裡面進行整補；整補完成前，美軍不顧船上尚有工作人員，以潛艦魚雷攻擊南十字星號。南十字星號飽受攻擊最後被擊沉，大和號則在沉船噪音以及立波號的掩護下由東京灣駛進太平洋再次消失。
- 浮動船塢「神燈巨人」號

立波號航向沖繩外海前替立波號整補，天津當時在這艘船上和深町談論大和號的事情。
- 「千代田號」救難艦

東京灣海戰後在東京灣進行救援工作和調查。

第二護衛群
- 榛名級護航艦 「榛名」號

舷號141，海上自衛隊第二護衛群旗艦。沖繩海戰時沼田司令在此艦上指揮第二護航群掩護大和號。
舷號144，美國與日本決裂後，被第三艦隊巡洋艦以魚叉飛彈擊中沉沒。
- 旗風級護航艦

「立風」號
鞍馬號被擊沉時，協助救援落海的士官兵；後來被海鷹直升機的飛彈擊中引擎室。

第一護衛群
- 舷號143，海上自衛隊第一護衛群旗艦。

- 舷號119，護送海江田四郎往返新聞中心大廈和大和號的護航艦。

### 美國海軍
第七艦隊

- 洛杉磯級核潛艦

「紐約」號
遭大和號以無彈頭魚雷擊毀螺旋槳而喪失動力。

「達拉斯」號
以魚雷開啟自動導引攻擊大和號，但大和號在魚雷接近時關閉引擎誤導魚雷擊中海底沈船。之後大和號以魚雷破壞海底沈船，下潛迴避的達拉斯號被殘骸壓住而無法上浮。

「芝加哥」號、「堪薩斯」號
被大和號和立波號誤導、兩艦相撞。

「休斯頓」號、「丹佛」號
同樣被大和號誤導、兩艦相撞。

「小岩城」號
船底接觸海底沈船時，被大和號以艦身下壓，整艘潛艦陷入沉船殘骸中無法動彈。

舷號630
作品中並未提及該艦艦名，被紅蠍號纏住螺旋槳拉去跟奧克拉荷馬號相撞。

「奧克拉荷馬」號
和紅蠍號遭遇的另外一艘洛杉磯級，被友艦撞斷左舷潛舵。立波號趕赴沖繩時，曾看到該艦被惠特比島號船塢登陸鑑拖回。

舷號820
作品中並未確切提到該艦艦名，東京灣海戰的六艘洛杉磯級之一，獵捕過程中該艦誤判海底深度，欲上浮時被立波號往下壓，整艘潛鑑陷入海底沙丘中。

舷號825
艦名為「漢那頓」號或「特雷多」號（作品中對該艦名稱呼前後有出入），和絃號820左右夾擊南十字星號，立波號發射魚雷在她前方爆炸，導致她艦身失去平衡。

舷號824
作品中並未提到該艦艦名，立波號將最後兩枚魚雷其中一枚射向該艦以阻擾她發現大和號，最後欲調頭追趕大和號但已力不從心。

「塔古特」號
立波號最後兩枚魚雷鎖定的另外一艘，不過立波號發射的是無彈頭魚雷所以塔古特號並沒有喪失戰力；立波號上浮時遭塔古特號伏擊，將立波號往下壓進南十字星號的沉船殘骸中。

「聖塔菲」號
為了給南十字星號最後一擊而沒有躲過立波號的魚雷，被狙殺。

「哈德福」號
誤判立波號的魚雷是唬人魚雷而被擊中沉沒。
- 尼米茲級航空母艦 「卡爾．文生」號

第七艦隊旗艦，在摩鹿加外海遭遇時被大和號以核子魚雷威脅停艦。
- 加利福尼亞級巡洋艦 「加利福尼亞」號（英语：USS_California_(CGN-36)）

第七艦隊僚艦，在摩鹿加外海協助偵蒐大和號。
- 里西級巡洋艦（英语：Leahy_class_cruiser）

「阿拉巴馬」號
第七艦隊僚艦，在摩鹿加外海協助偵蒐大和號。

「里夫斯」號
駐紮在橫須賀的巡洋艦，大和號整補時阻擋第二護衛群進入東京灣協防大和號。
- 提康德羅加級巡洋艦 「班加西」號、「菲律賓海」號（英语：USS_Philippine_Sea_(CG-58)）

第七艦隊僚艦，在摩鹿加外海協助偵蒐大和號。
- 派里級巡防艦 「卡茲」號、「五」號

里夫斯號的僚艦，任務與里斯夫號相同。

第三艦隊
- 中途島級航空母艦 「中途島」號

第三艦隊旗艦，搭載F-14、海鷹直升機等艦載機。藍斯司令在此艦上指揮海空夾擊大和號和第二護衛群；不過在計算出大和號位置前即被大和號以帶有金屬干擾片的魚叉飛彈還擊，使第三艦隊所有船艦雷達喪失功能。隨後大和號發射8枚魚雷，其中4枚擊中中途島號，中途島號沉沒。
- 提康德羅加級巡洋艦

「溫賽尼斯」號
第三艦隊開始行動時，以艦身衝撞榛名號並阻擋其航向。

「法利·佛吉」號
第三艦隊開始行動時，以魚叉飛彈擊毀鞍馬號。

「摩比灣」號
第三艦隊僚艦之一，協助偵蒐大和號的蹤跡。

「約克鎮」號
貝奈特總統透過電視得知被大和號第二輪魚雷擊沉。

「維拉灣」號
綽號「鐵爪」，提康德羅加級的新銳艦。以垂直發射管對大和號進行了好幾輪的魚雷攻擊，但都被大和號巧妙的躲過。最後一輪攻擊時大和號以仰角90度躲在維拉灣號正下方，卡伯艦長原本計畫讓魚雷發射至高空再原地垂直掉落海中，而維拉灣號趁隙加速駛離讓魚雷擊中大和號。然而大和號卻先以無彈頭魚雷擊毀了維拉灣號的螺旋槳使她無法移動而被迫把自己發射到高空的魚雷擊落；卡伯船長知道維拉灣號逃不過沉沒的命運，刻意讓兩枚不會直接命中維拉灣號的魚雷降落海面；不過大和號已經潛至爆炸震波之外並發射了最後兩枚魚雷貫穿維拉灣號底部，維拉灣號最後因船底被破壞加上自己魚雷的爆炸波而進水沉沒。維拉灣號的沉默也象徵第三艦隊被徹底殲滅。

「聖喬治岬」號、「愛麗湖」號
和維拉灣號同一型的新銳艦，支援維拉灣號偵蒐工作。維拉灣號發射第三輪魚雷攻擊後，大和號也發射魚雷反擊，兩艦被擊中而喪失航行能力。
- 里西級巡洋艦 「戴爾」號（英语：USS_Dale_(DLG-19)）

貝奈特總統透過電視得知被大和號第二輪魚雷擊沉。
- 史普魯恩斯級驅逐艦 「奧邦農」號（英语：USS_O'Bannon_(DD-987)）

貝奈特總統透過電視被大和號第二輪魚雷擊沉。
- 愛荷華級戰列艦 「新澤西」號

第三艦隊開始行動時，以16吋艦砲砲轟第二護衛群；後來被大和號以4枚魚雷擊沉。
- 俄亥俄級核彈道潛艦 「維吉尼亞」號等五艘

為避免大和號通過北極海時獵殺美蘇核彈道潛艦造成雙方猜忌，美蘇達成協議暫時撤離北極海內所有核彈道潛艦。

- 海狼級核潛艦

美國當時最先進的核攻擊潛艦，主要用於北極海冰層下作戰，其諸元與大和號難分軒輊甚至更為精良。除了艦首以外艦身兩側各有三塊全區域聲納，可偵測的範為毫無死角。

「亞歷山大」號

被海江田稱為「海狼A」，以主動攻擊戰術誘導大和號看到國王號，讓當時以為只有一艘海狼級的大和號以為海狼級是一艘最高速可達70節的超級潛艦；同時以魚雷把大和號逼進冰山壓力脊的縫隙中。大和號脫困並且發現其實有兩艘海狼級，亞歷山大號又以螺旋槳擾亂大和號的聲納，製造機會讓國王號進攻，但大和號仍發現破綻並且發射魚雷擊沉了國王號。最後亞歷山大號由高處齊射八發魚雷以求徹底擊潰大和號，但大和號以兩發魚雷誘爆了所有的魚雷產生爆壓；位於高處的亞歷山大號向上撞擊冰山受損。約翰．貝茲權衡後決定浮出水面投降。

「國王」號

被海江田稱為「海狼B」，一開始採取被動的掩護亞歷山大號的行動，大和號發現有兩艘海狼級後改由國王號主動攻擊。因諾曼．貝茲誤判大和號發射的魚雷，在最佳射擊位置被大和號擊沉。

第二艦隊（大西洋艦隊）

- 小鷹級航空母艦

「美利堅」號

「甘迺迪」號

- 尼米茲級航空母艦

「林肯」號

「羅斯福」號 

- 提康德羅加級巡洋艦

「聖哈辛托」號

大和號在北極海浮出水面和大瀧議員會面時，原本要以戰斧飛彈將其擊滅，但貝奈特總統在最後一刻取消了任務。

「順化」號

第二艘被大和號主動聲納標定的戰艦；被南卡羅萊納號的魚叉飛彈誤射，雖然以方陣快砲擊破但爆炸波仍使艦身受損。

「喬辛」號

大和號高速由該艦艦底通過導致福克斯號的魚雷差點擊中喬辛號，是第四艘被大和號主動聲納標定的戰艦。大和號在「尼加拉瀑布作戰」失敗後先後以主動聲納標定了28艘戰艦，象徵她們被「擊沉」；而當第二艦隊變換隊型後，大和號對已被「擊沉」卻仍參與戰鬥的戰艦發動真正的攻擊。南卡羅萊納號被擊沉後，喬辛號和福克斯號向前補位，後來兩艦都被擊沉。

「蒙特婁」號、「諾曼第」號

由對話中得知該艦配合艦隊作戰，在大和號被F-14自殺式攻擊前已被聲納標定「擊沉」。

「提康德羅加」號、「甘迪斯柏格」號

大和號發動最後一擊時被ASROC魚雷擊中，魚雷後來引發連鎖爆炸，多艘戰艦都受到波擊。

「普林斯頓」號

甘迺迪號的僚艦。

- 愛荷華級戰列艦 「威斯康辛」號

由對話中得知該艦配合艦隊作戰，在大和號被F-14自殺式攻擊前已被聲納標定「擊沉」。

- 里西級巡洋艦 「豪瑟」號（英语：USS_Halsey_(DLG-23)）

由對話中得知該艦配合艦隊作戰，在大和號被F-14自殺式攻擊前已被聲納標定「擊沉」。
- 賓橋級巡洋艦 「賓橋」號（英语：USS_Bainbridge_(CGN-25)）

由對話中得知該艦配合艦隊作戰，在大和號被F-14自殺式攻擊前已被聲納標定「擊沉」。
- 貝爾納普級巡洋艦（英语：Belknap_class_cruiser）

「福克斯」號

第三艘被大和號主動聲納標定的戰艦，發射魚雷差點擊中喬辛號。南卡羅萊納號被擊沉後，喬辛號和福克斯號向前補位，這一次大和號以真的魚雷攻擊，兩艦都被擊沉。

「比爾德」號、「貝爾納普」號

大和號穿過林肯號後，包括此兩艘至少六艘戰艦先後被聲納標定「擊沉」。

- 加利福尼亞級巡洋艦 「南卡羅來納」號（英语：USS_South_Carolina_(CGN-37)）

紐約外海作戰中第一艘被大和號主動聲納標定的戰艦，其後發射魚叉飛彈險些誤擊順化號。第二艦隊變換隊形後，大和號改由正面發動魚雷攻擊，位於最前方的南卡羅萊納號被擊中艦首沉沒。

- 維吉尼亞級巡洋艦 「維吉尼亞」號（英语：USS_Virginia_(CGN-38)）、「德克薩斯」號（英语：USS_Texas_(CGN-39)）、「阿肯色」號（英语：USS_Arkansas_(CGN-41)）

由對話中得知該艦配合艦隊作戰，在大和號被F-14自殺式攻擊前已被聲納標定「擊沉」。

- 史普魯恩斯級驅逐艦

「弗萊撤」號

最後一艘阻擋大和號攻擊羅斯福號的驅逐艦，被大和號標定號仍不轉向，被魚雷擊中輪機室沉沒。

「哈里．W．希爾」號

為阻擋大和號攻擊羅斯福號而被魚雷擊中艦尾，最後衝撞埃利索特號。

「埃利索特」號

為阻擋大和號攻擊羅斯福號調整隊型，被哈里‧W‧希爾號撞上，兩艦沉沒。

- DSRV 「海豚」號

大和號被F-14攻擊後潛入海中偵搜大和號是否真的已經沉沒。

### 蘇聯紅海軍
- 阿爾法級核潛艦 「紅蠍」號

水中航速40節、最大潛深915米，是當時蘇聯最快速先進的核攻擊潛艦。在與美軍潛艦遭遇時，羅卜柯夫艦長以通訊浮游鋼索纏繞其中一艘洛杉磯級的螺旋槳，並牽引她和另外一艘洛杉磯級相撞。但以相同方法獵捕大和號時，卻被大和號往深海拉；紅蠍號因最大潛深不及大和號只能切斷鋼索上浮。兩艦上浮至水下300米拉開距離，紅蠍號隨即對大和號發射魚雷，不過大和號迎面高速衝撞，在魚雷引信解除前將魚雷撞毀，並撞斷紅蠍號的右舷潛舵。
- 鰆魚級核潛艦

蘇聯海軍政戰官賽格維奇曾在此艦上呼籲大和號向蘇聯投誠。
- 基輔級航空母艦 「明斯克」號

搭載Ka-25直升機數架的核能航艦。在與蘇聯艦隊交戰時，大和號一直躲在明斯克號的軌跡裡面，導致蘇聯艦隊不敢對大和號大肆開火，結果被大和號獵殺了好幾艘戰艦。
- 基洛夫級巡洋戰艦 「佛朗茲」號（英语：Soviet_battlecruiser_Frunze）

蘇聯太平洋艦隊旗艦
- 十字級I型巡洋艦

沖繩海戰開始時對大和號發射反潛火箭的戰艦

- 肯达级巡洋舰

「格罗兹尼」號

反潛火箭爆炸後航向爆炸點查看大和號是否以沉沒，遭大和號以魚雷伏擊；為閃避魚雷與縝密號相撞。

「瓦良格」號

格罗兹尼號的同級艦，大和號躲在明斯克號後方發射魚雷將其擊沉。

- 現代級驅逐艦 「縝密」號

作品中譯為「奧斯摩托里提尼」號，遭古洛茲尼號誤撞沉沒。
- 無畏級驅逐艦 「斯庇里多諾夫海軍上將」號

作品中譯為「亞得米勒．斯庇里多諾夫」號，救援古洛尼茲號和縝密號的驅逐艦
- 卡辛級巡防艦 「敏捷」號

作品中譯為「普羅佛尼」號，被大和號以魚雷擊沉。 

- 勝利級II型核潛艦

「羅曼諾夫」號

故事一開始時和山波號擦撞，導致山波號壓潰。

「巴斯昆查克」號等六艘

為了將大和號逼出明斯克號的軌跡而已艦身逼近大和號，立波號為了幫大和號脫困鎖定大和號發射了一枚無彈頭魚雷佯攻。六艘勝利級II型為了迴避爆炸波而散開，大和號得以潛去獵殺美國第三艦隊。

- 勝利級III型核潛艦

與勝利級II型同樣為蘇聯海軍的主力核攻擊潛艦，在故事中多次出現，主要擔任護衛的角色。
- 颱風級核彈道潛艦 「米羅里別茲」號等六艘

全長170公尺，寬25公尺，水中排水量2萬5000噸，可攜帶20枚彈道飛彈，是當時世界上最大的潛艦。為避免大和號通過北極海時獵殺美蘇核彈道潛艦造成雙方猜忌，美蘇達成協議暫時撤離北極海內所有核彈道潛艦。米羅里別茲號在白令海峽與大和號交叉而過，兩艦沒有發生戰鬥。

### 五國潛艦
- 英國 特拉法加級核潛艦 「暴風」號

被稱為「北海的藍色海象」，五國潛艦首先對大和號進行掩護的英國潛艦。
- 法國 红宝石级攻击核潜艇 「綠寶石」號
- 中國 漢級核潛艦
- 俄國 阿爾法級核潛艦
- 印度 查理級I型

## 出版書籍
| 冊數 | 講談社         | 講談社                 |
| 冊數 | 發售日期       | ISBN                   |
| ---- | -------------- | ---------------------- |
| 1    | 1989年12月15日 | ISBN 978-4-06-102692-6 |
| 2    | 1990年1月19日  | ISBN 978-4-06-102698-8 |
| 3    | 1990年2月21日  | ISBN 978-4-06-102699-5 |
| 4    | 1990年6月21日  | ISBN 978-4-06-102711-4 |
| 5    | 1990年7月17日  | ISBN 978-4-06-102714-5 |
| 6    | 1990年8月20日  | ISBN 978-4-06-102717-6 |
| 7    | 1990年10月17日 | ISBN 978-4-06-102722-0 |
| 8    | 1990年12月11日 | ISBN 978-4-06-102727-5 |
| 9    | 1991年2月6日   | ISBN 978-4-06-102737-4 |
| 10   | 1991年5月16日  | ISBN 978-4-06-102750-3 |
| 11   | 1991年9月17日  | ISBN 978-4-06-102762-6 |
| 12   | 1991年12月13日 | ISBN 978-4-06-102771-8 |
| 13   | 1992年3月19日  | ISBN 978-4-06-102779-4 |
| 14   | 1992年6月17日  | ISBN 978-4-06-102789-3 |
| 15   | 1992年9月17日  | ISBN 978-4-06-102797-8 |
| 16   | 1992年12月14日 | ISBN 978-4-06-328307-5 |
| 17   | 1993年3月18日  | ISBN 978-4-06-328316-7 |
| 18   | 1993年6月18日  | ISBN 978-4-06-328325-9 |
| 19   | 1993年9月20日  | ISBN 978-4-06-328335-8 |
| 20   | 1993年12月10日 | ISBN 978-4-06-328345-7 |
| 21   | 1994年3月18日  | ISBN 978-4-06-328354-9 |
| 22   | 1994年6月17日  | ISBN 978-4-06-328366-2 |
| 23   | 1994年9月20日  | ISBN 978-4-06-328379-2 |
| 24   | 1994年12月15日 | ISBN 978-4-06-328393-8 |
| 25   | 1995年3月20日  | ISBN 978-4-06-328403-4 |
| 26   | 1995年6月16日  | ISBN 978-4-06-328414-0 |
| 27   | 1995年8月21日  | ISBN 978-4-06-328422-5 |
| 28   | 1995年10月19日 | ISBN 978-4-06-328431-7 |
| 29   | 1995年12月14日 | ISBN 978-4-06-328442-3 |
| 30   | 1996年3月19日  | ISBN 978-4-06-328455-3 |
| 31   | 1996年5月21日  | ISBN 978-4-06-328465-2 |
| 32   | 1996年6月19日  | ISBN 978-4-06-328470-6 |

| 冊數 | 講談社        | 講談社                 |
| 冊數 | 發售日期      | ISBN                   |
| ---- | ------------- | ---------------------- |
| 1    | 1998年3月11日 | ISBN 978-4-06-260394-2 |
| 2    | 1998年3月11日 | ISBN 978-4-06-260395-9 |
| 3    | 1998年3月11日 | ISBN 978-4-06-260396-6 |
| 4    | 1998年3月11日 | ISBN 978-4-06-260397-3 |
| 5    | 1998年3月11日 | ISBN 978-4-06-260398-0 |
| 6    | 1998年4月9日  | ISBN 978-4-06-260407-9 |
| 7    | 1998年4月9日  | ISBN 978-4-06-260408-6 |
| 8    | 1998年5月11日 | ISBN 978-4-06-260420-8 |
| 9    | 1998年5月11日 | ISBN 978-4-06-260421-5 |
| 10   | 1998年6月12日 | ISBN 978-4-06-260455-0 |
| 11   | 1998年6月12日 | ISBN 978-4-06-260456-7 |
| 12   | 1998年7月9日  | ISBN 978-4-06-260457-4 |
| 13   | 1998年7月9日  | ISBN 978-4-06-260458-1 |
| 14   | 1998年8月6日  | ISBN 978-4-06-260465-9 |
| 15   | 1998年8月6日  | ISBN 978-4-06-260466-6 |
| 16   | 1998年9月10日 | ISBN 978-4-06-260467-3 |

| 冊數 | 講談社         | 講談社                 |
| 冊數 | 發售日期       | ISBN                   |
| ---- | -------------- | ---------------------- |
| 1    | 2001年5月21日  | ISBN 978-4-06-334411-0 |
| 2    | 2001年5月21日  | ISBN 978-4-06-334412-7 |
| 3    | 2001年6月20日  | ISBN 978-4-06-334420-2 |
| 4    | 2001年6月20日  | ISBN 978-4-06-334421-9 |
| 5    | 2001年7月16日  | ISBN 978-4-06-334431-8 |
| 6    | 2001年7月19日  | ISBN 978-4-06-334432-5 |
| 7    | 2001年8月17日  | ISBN 978-4-06-334446-2 |
| 8    | 2001年8月17日  | ISBN 978-4-06-334447-9 |
| 9    | 2001年9月19日  | ISBN 978-4-06-334455-4 |
| 10   | 2001年9月19日  | ISBN 978-4-06-334456-1 |
| 11   | 2001年10月20日 | ISBN 978-4-06-334462-2 |

| 冊數 | 講談社         | 講談社                 |
| 冊數 | 發售日期       | ISBN                   |
| ---- | -------------- | ---------------------- |
| 1    | 2013年5月23日  | ISBN 978-4-06-376845-9 |
| 2    | 2013年6月21日  | ISBN 978-4-06-376850-3 |
| 3    | 2013年7月23日  | ISBN 978-4-06-376860-2 |
| 4    | 2013年8月23日  | ISBN 978-4-06-376878-7 |
| 5    | 2013年9月20日  | ISBN 978-4-06-376886-2 |
| 6    | 2013年10月23日 | ISBN 978-4-06-376904-3 |
| 7    | 2013年11月21日 | ISBN 978-4-06-376912-8 |
| 8    | 2013年12月20日 | ISBN 978-4-06-376921-0 |
| 9    | 2014年1月23日  | ISBN 978-4-06-376930-2 |
| 10   | 2014年2月21日  | ISBN 978-4-06-376942-5 |
| 11   | 2014年3月20日  | ISBN 978-4-06-376952-4 |
| 12   | 2014年4月23日  | ISBN 978-4-06-376967-8 |
| 13   | 2014年5月23日  | ISBN 978-4-06-376986-9 |
| 14   | 2014年6月23日  | ISBN 978-4-06-377006-3 |
| 15   | 2014年7月23日  | ISBN 978-4-06-377030-8 |
| 16   | 2014年8月22日  | ISBN 978-4-06-377044-5 |

### 相關書籍
（講談社）作者：時尾輝彦
- 1995年6月14日發售、ISBN 978-4-06-207651-7

（講談社）作者：川口開治
- 2000年9月22日發售、ISBN 978-4-06-209499-3

## 真人電影

### 登場人物
- 海江田四郎：大澤隆夫[1]
- 深町洋：玉木宏[2]
- 市谷裕美：上戶彩[2]
- 南波榮一：中山裕介[2]
- 入江蒼士：中村倫也[2]
- 山中榮治：中村蒼[2]
- 速水貴子：水川麻美[2]
- 赤垣浩次(統合幕僚長)：手塚通
- 入江覚士：松岡廣大
- 影山誠司：酒向芳[2]
- 竹上登志雄：笹野高史[2]
- 海原大悟：橋爪功[2]
- 曾根崎仁美：夏川結衣[2]
- 海原渉：江口洋介[2]

### 製作團隊
- 原作：川口開治（講談社）
- 劇本：高井光
- 製作人：大澤隆夫、松橋真三
- 導演：吉野耕平
- 製作公司：CREDEUS
- 發行商：東寶

## 外部連結
- 電影官方網站（日語）
- 電影官方的X（前Twitter）（日語）